# Oluf Olsson
Oluf Olsson (Copenaghen, 30 maggio 1873 – Copenaghen, 25 giugno 1947) è stato un ginnasta danese.

## Palmarès

### Olimpiadi
- 1 medaglia:
  - 1 bronzo (Stoccolma 1912 nel concorso libero a squadre)